# الحرافيش (فلم)
الحرافيش هو فيلم مصري، من بطولة كل من محمود ياسين وصفية العمري وممدوح عبدالعليم وليلى علوي  وصلاح قابيل وسوسن بدر، ومن إخراج حسام الدين مصطفى، وهو من إنتاج عام 1986.

## القصة
تدور قصة الفيلم حول سليمان الناجي (محمود ياسين) فتوة الغلابة الذي يبدأ توزيع أموال الأغنياء على الحرافيش فيحاول الأغنياء التخلص منه فتتقرب منه سنية (صفية العمري) وتتزوج منه بعدما يقوم بتطليق فتحية (سوسن بدر) زوجتة الأولي وتبدأ سنية إبعاده عن الحرافيش.

## طاقم التمثيل
| - محمود ياسين - صفية العمري - ممدوح عبدالعليم - ليلى علوي - صلاح قابيل - سوسن بدر - إبراهيم الشرقاوي | - محمد أبو حشيش - مصطفى كمال - مطاوع عويس - عبدالجواد متولي - أحمد أبو عبية - نادية شمس الدين | - شيرين عمر - فيفي فياض - حمدي سالم - شكري منصور - عزت عبدالجواد - نبوية سعيد - عمران بحر |

## هوامش
فيلم «الحرافيش» مأخوذ عن رواية للأديب نجيب محفوظ.